# Génome Canada
Génome Canada est un organisme sans but lucratif canadien mis sur pied en 2000. C'est une agence de financement de projets de recherche en génomique.